# Karoliniškės

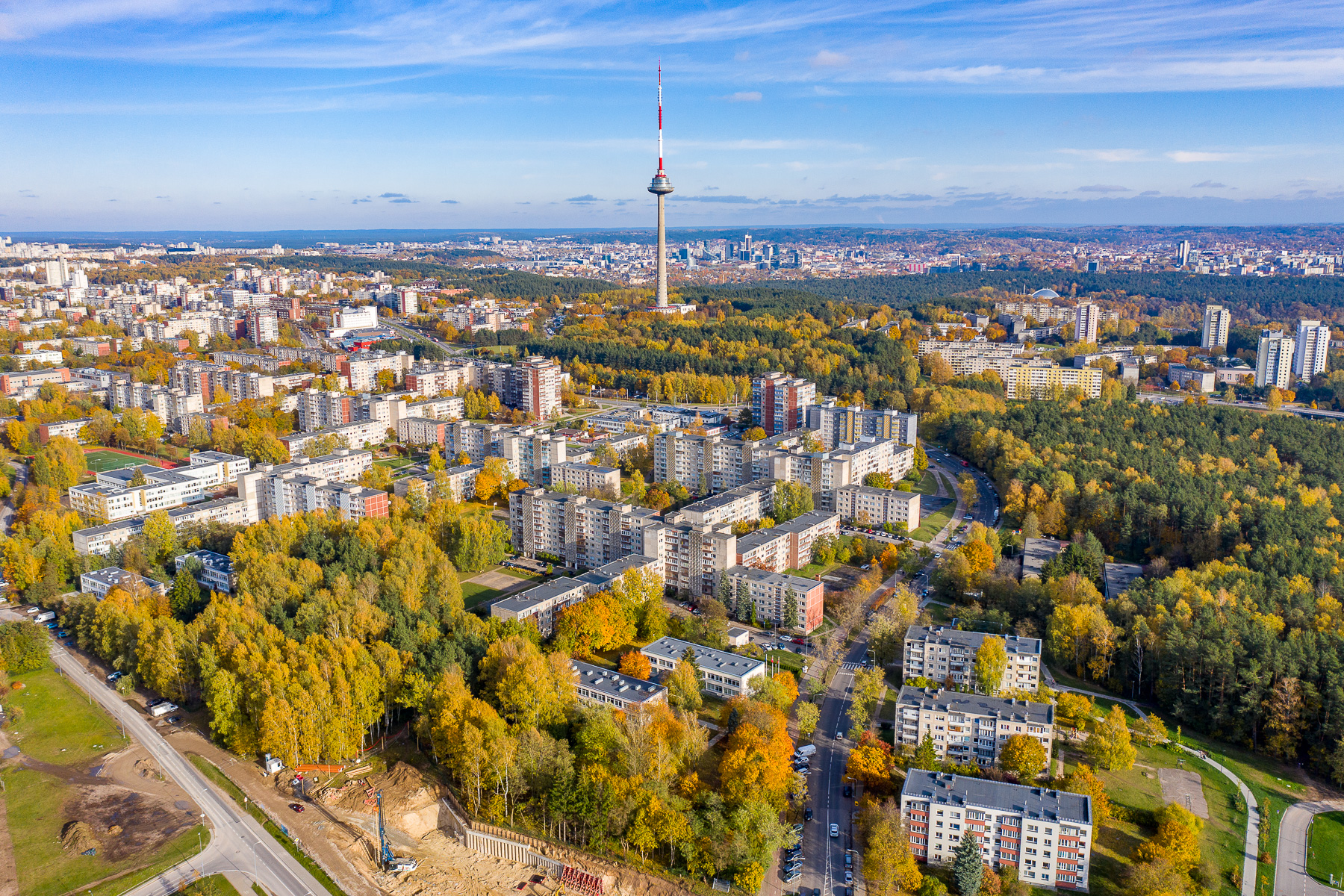
Luftsicht im Oktober 2023

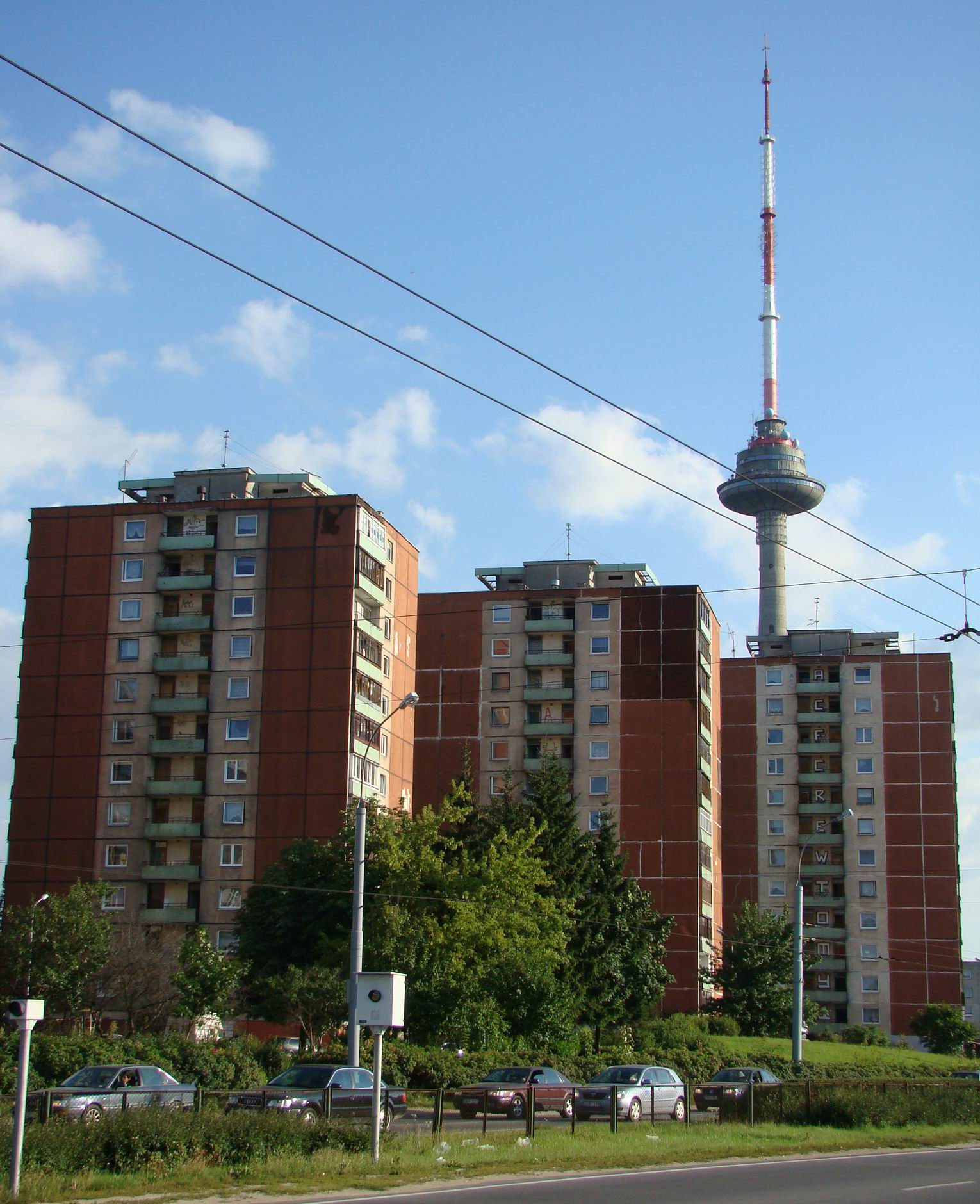
Fernsehturm Vilnius in Karoliniškės

Karoliniškės (polnisch Karolinka) ist ein Stadtteil  der litauischen Hauptstadt Vilnius, westlich des Stadtzentrums und am rechten Ufer der Neris, des zweitgrößten litauischen Flusses. Er befindet sich westlich von Žvėrynas, nördlich von Lazdynai und grenzt sich im Norden an Viršuliškės und im Westen an Pilaitė. Die Hauptstraße ist Laisvės prospektas. 

## Geschichte
Karoliniškės begann 1971 zu wachsen. Seit 1976 gibt es die Poliklinik Karoliniškės. Von 1974 bis 1980 baute man den Fernsehturm Vilnius, das höchste Bauwerk in Litauen. Am Turm war der Blutsonntag von Januar 1991. Nach den Januarereignissen 1991 wurden 8 Straßen in Karoliniškės nach den Namen der gefallenen litauischen Verteidiger umbenannt.

## Objekte
Es gibt den Park Pasakų parkas. Karoliniškės hat drei Sporthallen, 5 Gymnasien (davon ein privates; zwei Litauisch, Belarussisch, Russisch und Polnisch), zwei Hauptschulen (Litauisch und Belarussisch), eine Grundschule, eine Musikschule sowie zehn Kindergärten. Auch die Zentrale der Sozialversicherung SoDra, eine Filiale der Zentralbibliothek der Stadtgemeinde Vilnius, eine Trainingsschule der Feuerwehr und der wissenschaftliche Verlag Mokslo ir enciklopedijų leidybos centras befinden sich hier. Vor allem gibt es in Karoliniškės viele Wohn(hoch)häuser mit 5, 9 und sogar 12 Stockwerken. Sie wurden in Sowjetlitauen gebaut.

## Bildung

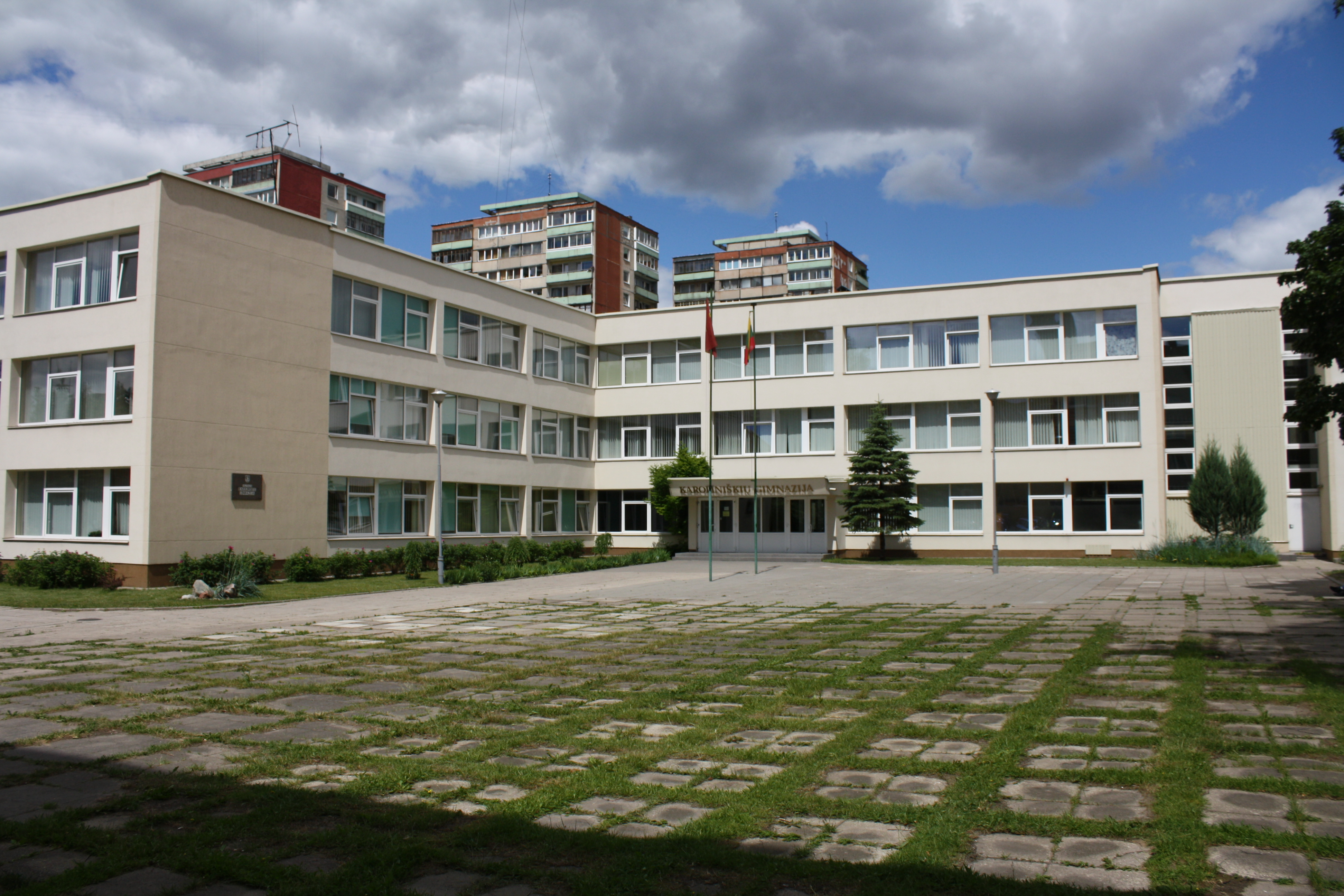
Gymnasium Karoliniškės

Green Hotel

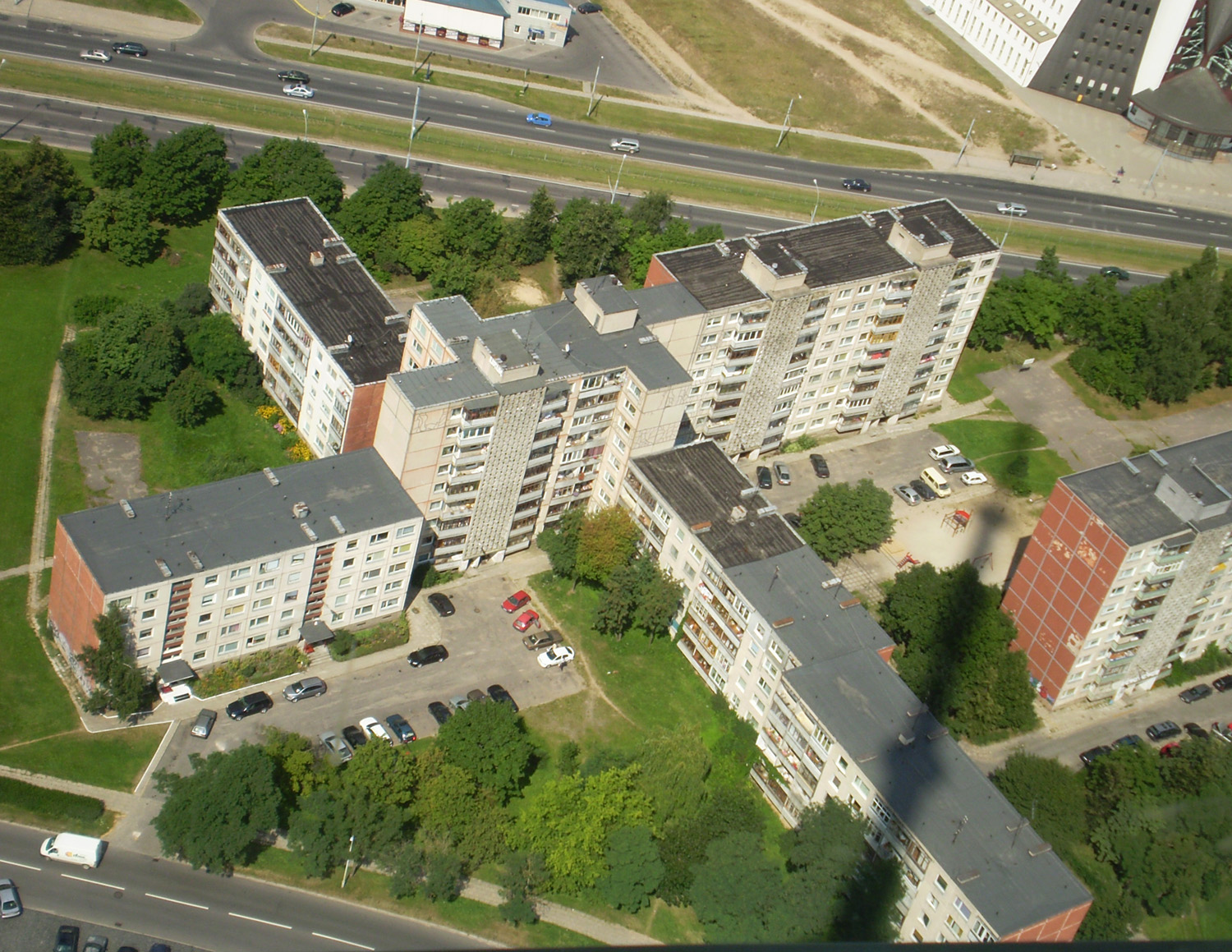
Wohnhaus

- Litauisches  Karoliniškės-Gymnasium, Sausio 13-osios g. 17
- Privates „Saulės“-Gymnasium, R. Jankausko g. 17
- Polnisches Gymnasium, V. Druskio g. 11
- Russisches Gymnasium, A. J. Povilaičio g. 1
- Belarussisches Skorina-Gymnasium, Sietyno g. 21
- „Spindulio“-Progymnasium, R. Jankausko g. 17
- „Ryto“-Progymnasium, D. Gerbutavičiaus g. 9
- Vilties-Sonderschule, Igno Šimulionio g. 6

## Galerie

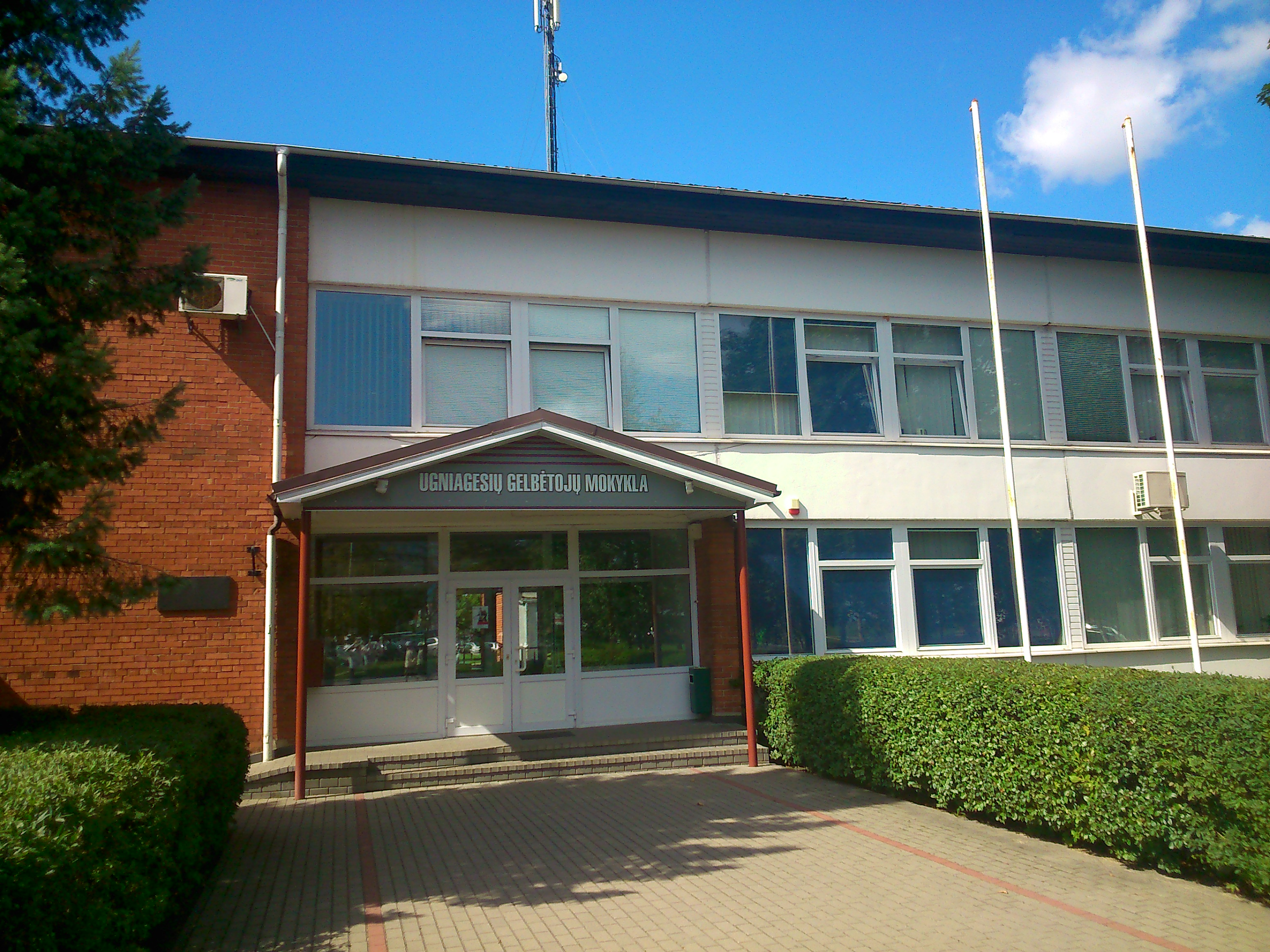
Trainingsschule der Feuerwehr (Ugniagesių rengimo centras)
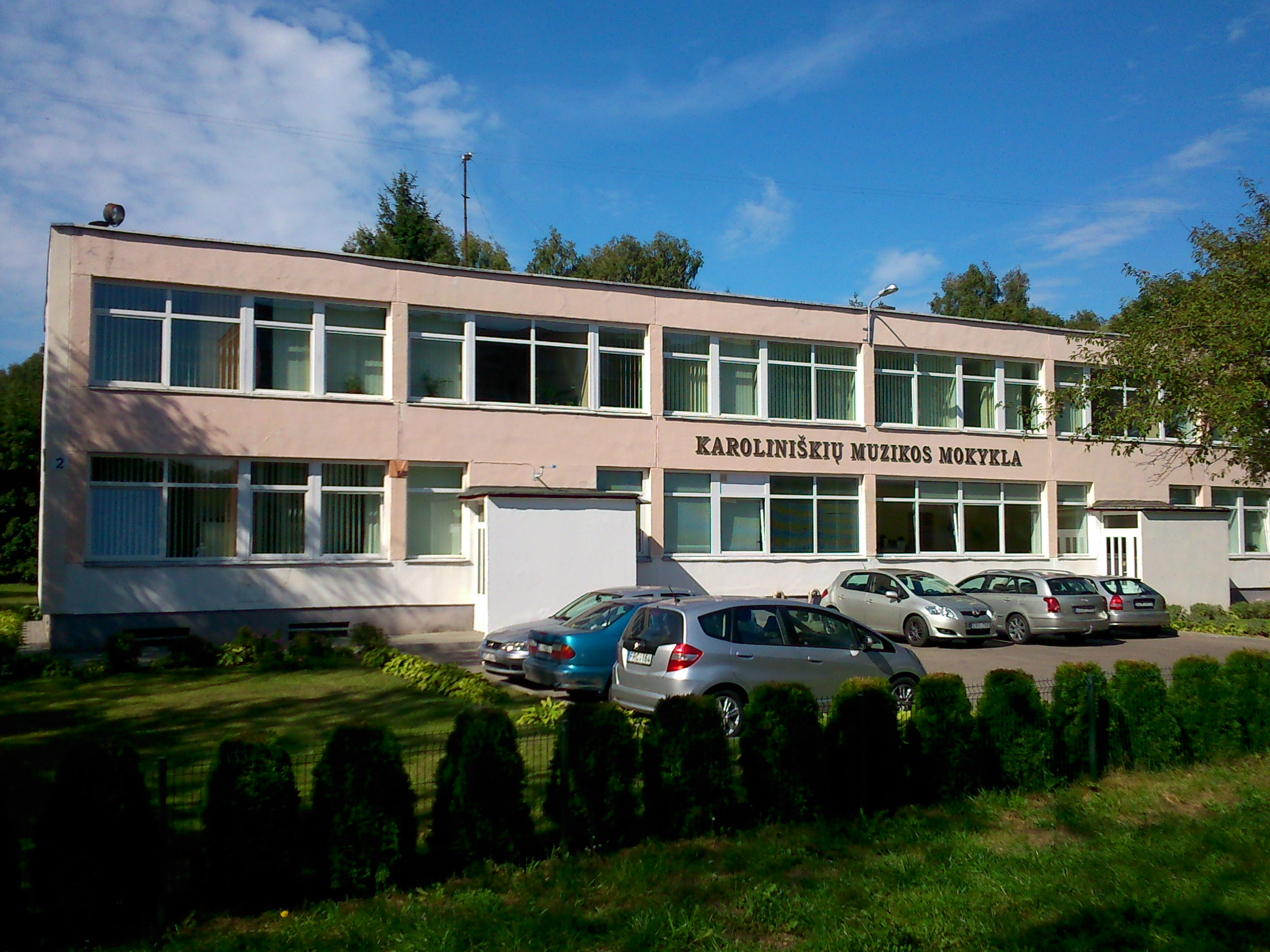
Musikschule
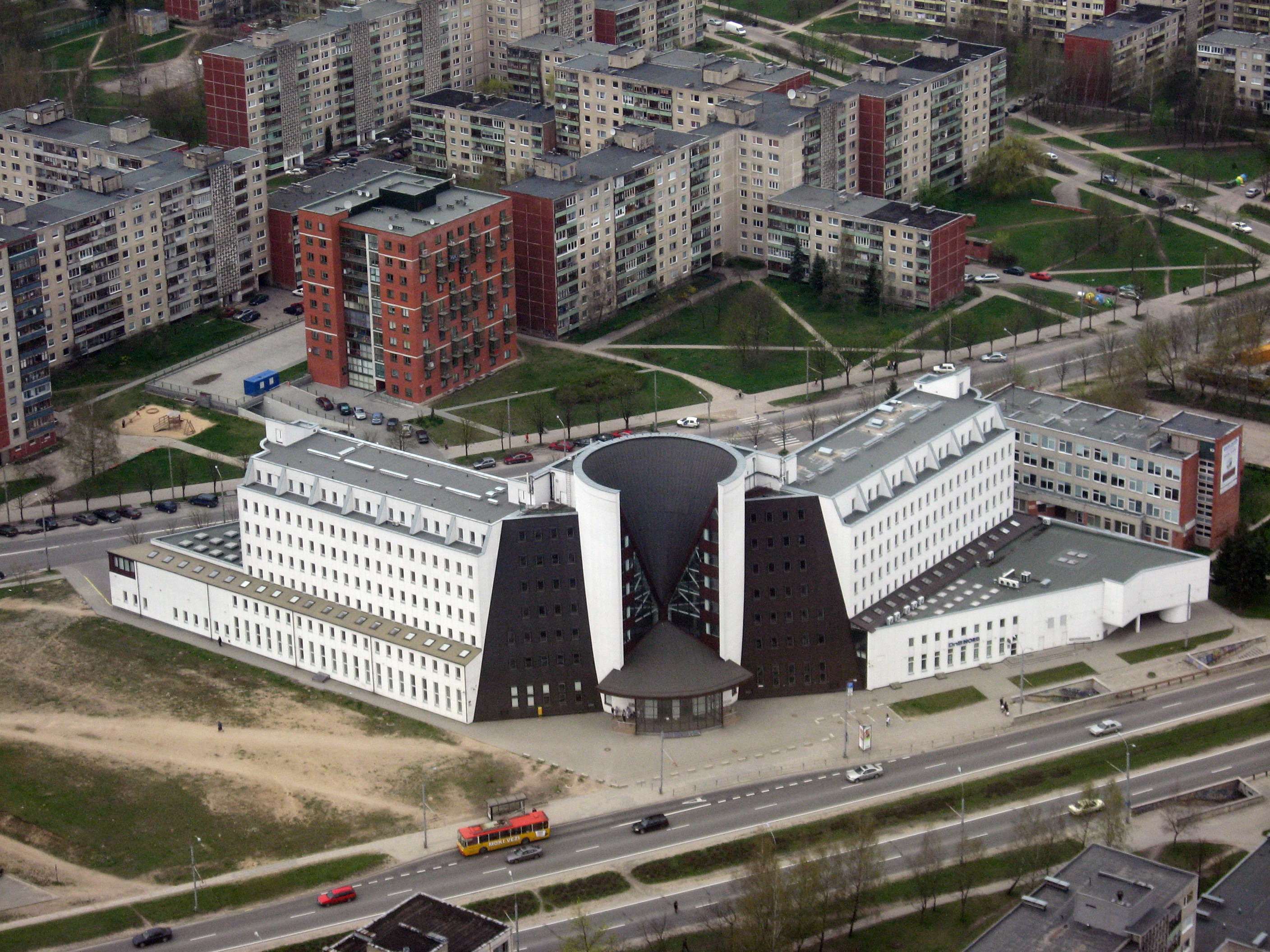
Luftsicht
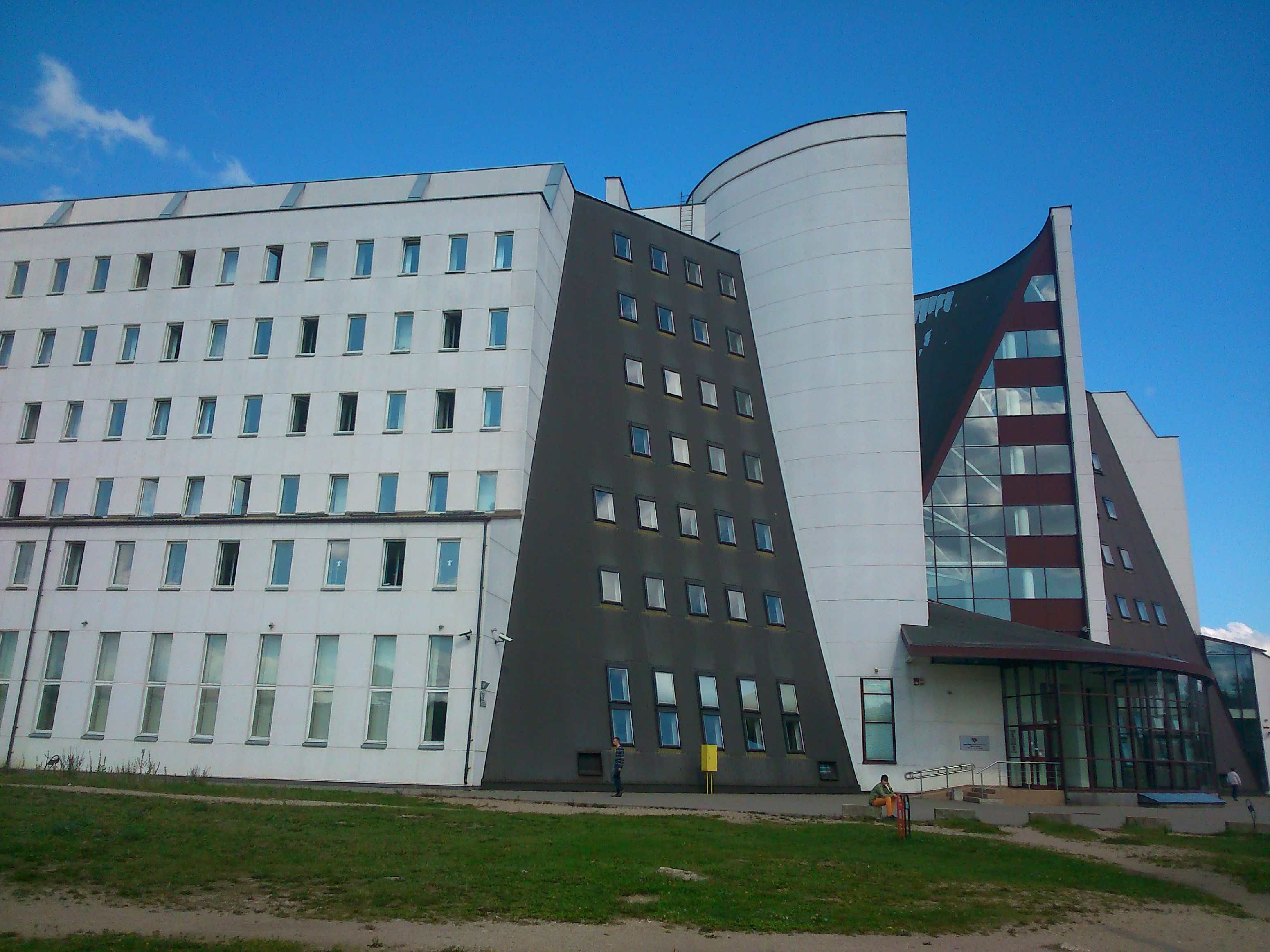
SoDra-Abteilung
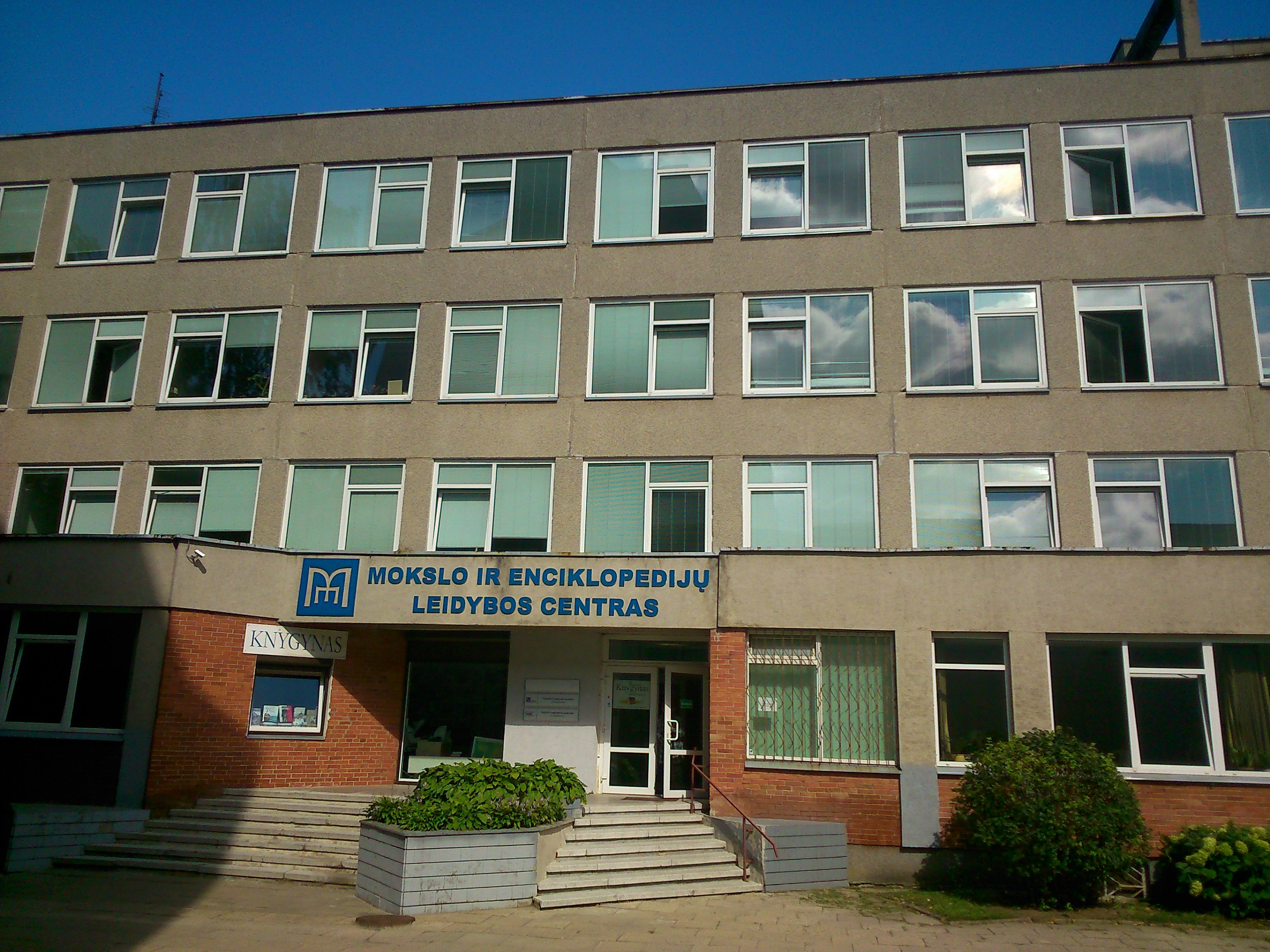
Enciklopedijų centras
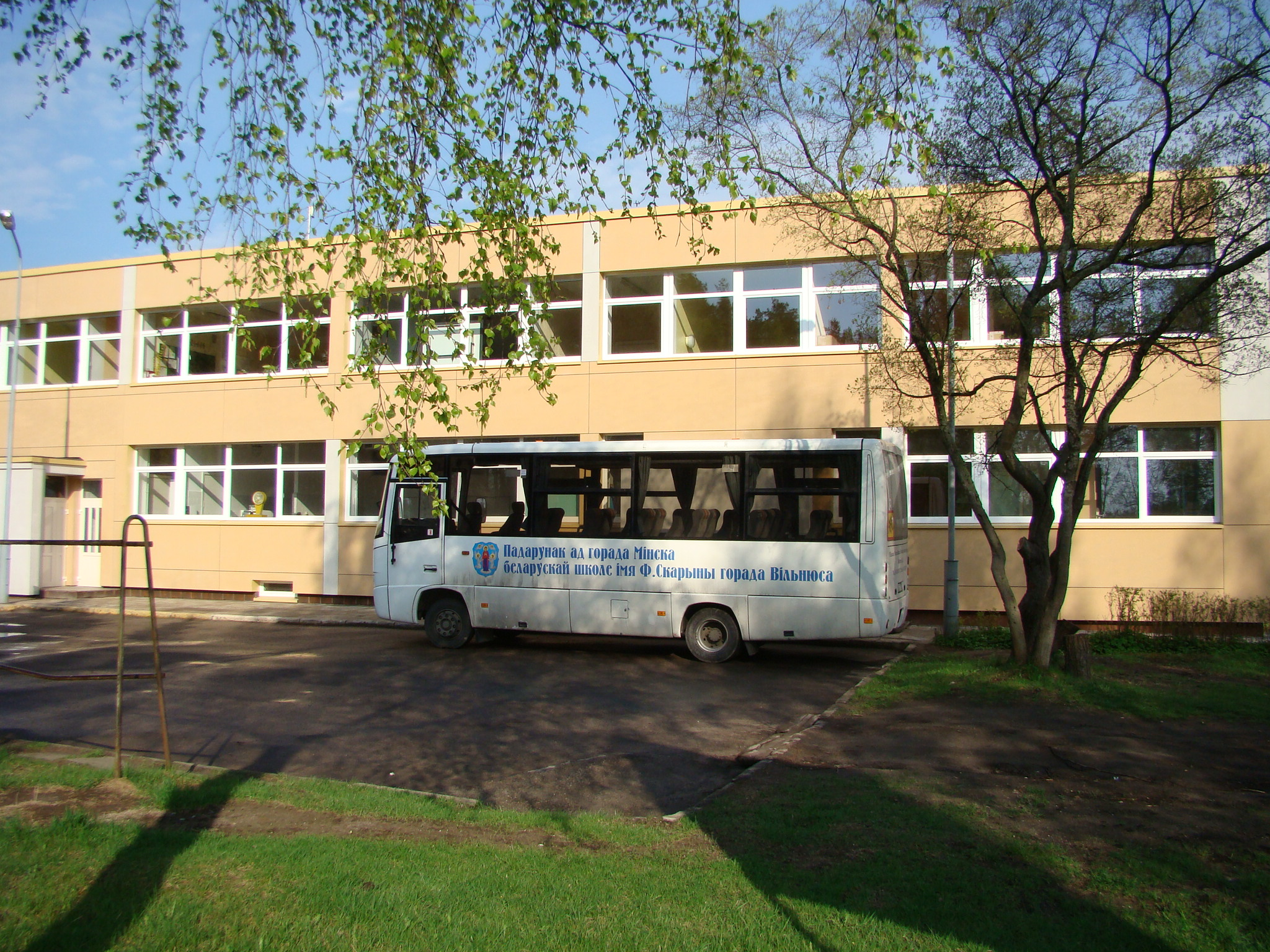
Belarussisches Gymnasium